# オンタデ属
オンタデ属（オンタデぞく、学名：Aconogonon 、漢字表記：御蓼属）は、タデ科の属の1つ。

## 特徴
多年草。地下に根茎があり、茎は多くは下部から枝を分ける。葉は単葉で互生し、葉柄の基部に関節がなく、膜質になる托葉鞘がある。花は両性であるが、雌雄異株で単性の種もある。花序は総状花序となり円錐状になる。萼は5裂し花弁状になる。花弁は無い。雄蕊はふつう8個ある。花柱は短く3裂する。果実は3稜形の痩果になる。

## 分布
世界に10数種分布し、日本には3種ある。

## 種
和名および学名の記載はYListによる。

### 日本に分布する種
- ヒメイワタデ Aconogonon ajanense (Regel et Tiling) H.Hara - 雌雄同株。草丈は低く、茎は細い。葉柄がない[3]。
- オヤマソバ Aconogonon nakaii (H.Hara) H.Hara- 雌雄同株。株は低い叢状になり、茎は太い。短い葉柄がある[3][4]。
- ウラジロタデ Aconogonon weyrichii (F.Schmidt) H.Hara var. weyrichii - 雌雄異株。葉裏が白い[3]。
  - オンタデ Aconogonon weyrichii (F.Schmidt) H.Hara var. alpinum (Maxim.) H.Hara - 雌雄異株。葉裏は緑色[3]。

### その他の主な種
- Aconogonon alpinum (All.) Schur
- Aconogonon angustifolium (Pall.) H.Hara
- Aconogonon chaneyi (B.Fedtsch. ex Steward) H.Hara
- Aconogonon divaricatum (L.) Nakai
- Aconogonon limosum (Kom.) H.Hara
- Aconogonon microcarpum (Kitag.) H.Hara
- Aconogonon mollifolium (Kitag.) H.Hara
- Aconogonon ochreatum (L.) Nakai
- Aconogonon platyphyllum (S.X.Li et Y.L.Chang) H.Hara

## ギャラリー
- オヤマソバ（東吾妻山）
- ウラジロタデ（那須岳）
- オンタデ（鳥海山）